# Siniša Zrnić
Siniša Zrnić (1970. június 15. –) bosznia-hercegovinai nemzetközi labdarúgó-játékvezető.

## Pályafutása

### Nemzeti játékvezetés
Ellenőreinek, sportvezetőinek javaslatára lett az I. Liga játékvezetője. Az aktív nemzeti játékvezetéstől bundagyanú miatt 2011-ben vonult vissza.

### Nemzetközi játékvezetés
A Bosznia-hercegovinai labdarúgó-szövetség Játékvezető Bizottsága (JB) terjesztette fel nemzetközi játékvezetőnek, a Nemzetközi Labdarúgó-szövetség (FIFA) 2001-től tartotta nyilván bírói keretében. Több nemzetek közötti válogatott és klubmérkőzést vezetett. FIFA JB besorolás szerint 4. kategóriás bíró. A Bosznia-hercegovinai nemzetközi játékvezetők rangsorában, a világbajnokság-Európa-bajnokság sorrendjében többedmagával a 3. helyet foglalja el 1 találkozó szolgálatával. Az aktív nemzetközi játékvezetéstől 2011. december 31-én bundagyanú miatt búcsúzott. Válogatott mérkőzéseinek száma: 2.

#### Európa-bajnokság
Az európai labdarúgó torna döntőjéhez vezető úton Ausztriába és Svájcba a XIII., a 2008-as labdarúgó-Európa-bajnokságra az UEFA JB játékvezetőként foglalkoztatta.

##### Selejtező mérkőzés
| Időpont             | Helyszín                     | Mérkőzés típusa           | Mérkőzés       | Eredmény |
| ------------------- | ---------------------------- | ------------------------- | -------------- | -------- |
| 2006. szeptember 6. | De Goffert Stadion, Nijmegen | előselejtező (E. csoport) | Andorra–Izrael | 1 – 4    |

#### Nemzetközi kupamérkőzések

##### Intertotó
| Időpont          | Helyszín                           | Mérkőzés típusa                     | Mérkőzés             | Eredmény |
| ---------------- | ---------------------------------- | ----------------------------------- | -------------------- | -------- |
| 2005. június 18. | Illovszky Rudolf Stadion, Budapest | előselejtező (1. kör-, 1. mérkőzés) | Vasas SC–MFK Dubnica | 0 – 0    |